# Steven van de Velde
Steven van de Velde (né le 8 août 1994) est un joueur néerlandais de beach-volley. Il est reconnu coupable de viol sur mineur en 2016. Il se qualifie pour les Jeux olympiques d'été de 2024, le Comité olympique néerlandais confirmant sa nomination.

## Carrière de volleyball
Van de Velde remporte les championnats nationaux néerlandais des moins de 20 ans en 2011. Avec son partenaire Michiel van Dorsten (de), il représente les Pays-Bas aux Jeux européens de 2015. Avec son partenaire Dirk Boehlé (en), il termine troisième au Blooming Beach Aalsmeer du Circuit mondial FIVB de beach volley 2018.
En juin 2024, van de Velde se qualifie pour représenter l'équipe olympique des Pays-Bas. Le Comité olympique néerlandais, NOC*NSF, décide de ne pas l'héberger avec les autres athlètes au village olympique, ni de lui permettre de parler aux journalistes. Le comité s'est également excusé pour l'effet psychologique de la nomination de van de Velde sur les victimes d'agression sexuelle, affirmant qu'il ne s'attendait pas à ce qu'elle attire autant d'attention.
Il atteint avec son partenaire Matthew Immers les quarts de finale de la compétition. Pendant leurs quatre matchs, van de Velde a été la cible d'intenses huées de la foule. Il a ensuite reconnu qu’il avait longtemps songé à déclarer forfait, avant et pendant la compétition, mais qu’il a finalement choisi d’y participer. Il assure comprendre la réaction du public mais ne pas être la même personne qu'il y a dix ans.

## Abus sexuel sur mineur
En août 2014, van de Velde, alors âgé de 20 ans, viole une fille de 12 ans qu'il avait rencontrée sur Facebook et qui vivait à Milton Keynes, en Angleterre. Il s'est rendu chez elle et, lorsque sa mère fut partie, lui a donné de l'alcool puis l'a violée à plusieurs reprises chez elle ainsi que près d'un lac voisin. La victime a ensuite sombré dans l'automutilation et l'abus de substances, jusqu'à l'overdose. Van de Velde est retourné aux Pays-Bas après le viol. Il est extradé vers le Royaume-Uni et arrêté en janvier 2016.

### Condamnation et libération
En mars 2016, van de Velde plaide coupable devant la Crown Court d'Aylesbury (en) pour « viol sur un enfant de moins de 13 ans ». Le juge le condamne à quatre ans d'emprisonnement et le fait inscrire à perpétuité sur le registre des délinquants violents et sexuels. Au moment de prononcer sa peine, le juge déclare : « Vos espoirs de représenter votre pays [en tant qu'athlète olympique] ne sont plus qu'un rêve brisé [et] Il [Van de Velde] a perdu une brillante carrière sportive et a été qualifié de violeur. Il s'agit évidemment pour lui de la fin de sa carrière ».
En vertu d'un traité entre les Pays-Bas et le Royaume-Uni, van de Velde a été transféré aux Pays-Bas pour purger sa peine. La peine fut alors adaptée à la législation néerlandaise et l'accusation de viol fut remplacée par celle de fornication. Au Royaume-Uni, la loi considère qu'un mineur n’a pas la capacité de consentir à un rapport sexuel en dessous de 13 ans, contrairement aux textes en vigueur aux Pays-Bas, raison pour laquelle la durée de sa détention a été réduite. Après avoir purgé un an de sa peine initiale de quatre ans, il est libéré de prison.
L'Association néerlandaise de volleyball lui permet alors de reprendre sa carrière de joueur de beach-volley.
Il est aujourd'hui marié et père d'un enfant.

### Commentaires ultérieurs
Après sa libération en 2017, van de Velde s'est plaint de « toutes les absurdités » rapportées sur son crime dans les médias, affirmant que le terme de pédophile ne s'appliquait pas à son cas, sans s'étendre davantage. Dans le même temps, il déclare n'avoir encore lu aucun des reportages qu'il critiquait. La Société nationale pour la prévention de la cruauté envers les enfants (NSPCC (en)) avait alors condamné ses propos, déclarant que son « manque de remords et son apitoiement sur soi était à couper le souffle ».
Van de Velde est revenu à la compétition internationale en 2018. Dans une interview, il décrit ce viol comme « la plus grosse erreur de [sa] vie ».  Selon le comité olympique néerlandais, il a suivi « un programme de traitement spécialisé » et ne présente « aucun risque de récidive ».